# Xã Ross, Quận Roseau, Minnesota
Xã Ross (tiếng Anh: Ross Township) là một xã thuộc quận Roseau, tiểu bang Minnesota, Hoa Kỳ. Năm 2010, dân số của xã này là 429 người.